# تپه گرد گوران ۲ (شماره ثبت ۱۶۸۷۶)
تپه گرد گوران ۲ مربوط به هزاره اول (پیش از میلاد) است و در شهرستان پیرانشهر، بخش مرکزی، دهستان لاهیجان، روستای گردگوران واقع شده است. این اثر در تاریخ ۳۰ دی ۱۳۸۵ با شمارهٔ ثبت ۱۶۸۷۶ به عنوان یکی از آثار ملی ایران به ثبت رسیده است.